# ロニー・ドーソン (野球)
ロニー・サイラス・ドーソン・ジュニア（Ronnie Silas Dawson Jr., 1995年5月19日 - ）は、アメリカ合衆国オハイオ州フランクリン郡グローブシティ出身のプロ野球選手（外野手）。右投左打。

## 経歴

### プロ入りとアストロズ時代
2016年のMLBドラフト2巡目（全体61位）でヒューストン・アストロズから指名され、プロ入り。契約後、傘下のA-級トリシティ・バレーキャッツでプロデビュー。70試合に出場して打率.225、7本塁打、36打点、12盗塁を記録した。
2017年はA級クアッドシティーズ・リバーバンディッツとA+級ビューズクリーク・アストロズでプレーし、2球団合計で129試合に出場して打率.278、14本塁打、67打点、18盗塁を記録した。
2018年はA+級ビューズクリークとAA級コーパスクリスティ・フックスでプレーし、2球団合計で119試合に出場して打率.258、11本塁打、63打点、35盗塁を記録した。オフにはアリゾナ・フォールリーグに参加し、スコッツデール・スコーピオンズに所属した。
2019年はAA級コーパスクリスティとAAA級ラウンドロック・エクスプレスでプレーし、2球団合計で113試合に出場して打率.207、11本塁打、53打点、14盗塁を記録した。
2020年はCOVID-19の影響でマイナーリーグの試合が開催されなかったため、公式戦の出場は無かった。
2021年は4月14日にメジャー契約を結んでアクティブ・ロースター入りすると、翌15日のデトロイト・タイガース戦にて「8番・指名打者」で先発出場してメジャーデビュー。メジャー昇格後は3試合に出場したが、4月20日にマイナー契約となって40人枠を外れた。その後、5月のマイナーリーグ開幕以降はAAA級シュガーランド・スキーターズ でプレーし、94試合に出場して打率.249、7本塁打、43打点、15盗塁を記録した。

### レッズ時代
2021年12月8日にルール・ファイブ・ドラフト（マイナーリーグ・フェイズ）でシンシナティ・レッズから指名され、移籍した。
2022年の開幕は傘下のAAA級ルイビル・バッツで迎えた。5月4日にメジャー契約を結んでアクティブ・ロースター入りしたが、1試合に出場して3打数無安打に終わると、6日にはマイナー契約となってAAA級ルイビルへ配属された。直後の5月9日に再びメジャー契約を結んでアクティブ・ロースター入りしたが、今度は出番が無いまま翌10日に再びマイナー契約となってAAA級ルイビルへ配属された。以降はシーズン終了までAAA級ルイビルでプレーし、116試合に出場して打率.252、11本塁打、43打点、11盗塁を記録した。オフの11月10日にFAとなった。

### 独立リーグ時代
2023年4月12日に独立リーグであるアトランティックリーグのレキシントン・カウンター・クロックスと契約を結んだ。7月途中までに64試合に出場して打率.282、13本塁打、39打点、13盗塁を記録した。

### キウム時代
2023年7月13日にKBOのキウム・ヒーローズと契約を結んだ。移籍後は57試合に出場して打率.336、3本塁打、29打点、9盗塁を記録した。
2024年11月30日、自由契約選手として公示された。

## 詳細情報

### 年度別打撃成績
| 年 度    | 球 団    | 試 合 | 打 席 | 打 数 | 得 点 | 安 打 | 二 塁 打 | 三 塁 打 | 本 塁 打 | 塁 打 | 打 点 | 盗 塁 | 盗 塁 死 | 犠 打 | 犠 飛 | 四 球 | 敬 遠 | 死 球 | 三 振 | 併 殺 打 | 打 率 | 出 塁 率 | 長 打 率 | O P S |
| -------- | -------- | ----- | ----- | ----- | ----- | ----- | -------- | -------- | -------- | ----- | ----- | ----- | -------- | ----- | ----- | ----- | ----- | ----- | ----- | -------- | ----- | -------- | -------- | ----- |
| 2021     | HOU      | 3     | 6     | 5     | 2     | 1     | 0        | 0        | 0        | 1     | 0     | 0     | 0        | 0     | 0     | 1     | 0     | 0     | 0     | 1        | .200  | .333     | .200     | .533  |
| 2022     | CIN      | 1     | 3     | 3     | 0     | 0     | 0        | 0        | 0        | 0     | 0     | 0     | 0        | 0     | 0     | 0     | 0     | 0     | 2     | 0        | .000  | .000     | .000     | .000  |
| 2023     | キウム   | 57    | 261   | 229   | 37    | 77    | 14       | 2        | 3        | 104   | 29    | 9     | 2        | 0     | 5     | 18    | 0     | 9     | 41    | 3        | .336  | .399     | .454     | .853  |
| MLB：2年 | MLB：2年 | 4     | 9     | 8     | 2     | 1     | 0        | 0        | 0        | 1     | 0     | 0     | 0        | 0     | 0     | 1     | 0     | 0     | 2     | 1        | .125  | .222     | .125     | .347  |
| KBO：1年 | KBO：1年 | 57    | 261   | 229   | 37    | 77    | 14       | 2        | 3        | 104   | 29    | 9     | 2        | 0     | 5     | 18    | 0     | 9     | 41    | 3        | .336  | .399     | .454     | .853  |

- 2023年度シーズン終了時

### 背番号
- 31（2021年）
- 82（2022年）
- 27（2023年 - 2024年）